# Monstruo marino de Ayia Napa
El monstruo marino de Ayia Napa es un críptido, que se dice habita la costa fuera de Ayia Napa en Chipre, un complejo turístico popular en el mediterráneo. La mayoría de los avistamientos ocurren alrededor Cabo Greco (Cavo Greko). Es conocido por los pescadores locales como "To Filiko Teras", que se traduce como "El Monstruo Amistoso". no ha habido ningún reporte de él causando daño alguno, sin embargo ha sido reportado desgarrando y arrastrando redes de pesca. Ha incontables avistamientos de la "Criatura de las Profundidades", con algunos diarios locales reportándolo como "el Loch Ness de Chipre". Ha sido propuesto que puede ser algo como un cocodrilo o una serpiente.
No hay ninguna evidencia de que el monstruo de hecho existe, a excepción del folclore y a través de varios avistamientos de los turistas y lugareños por igual. Existe poca evidencia fotográfica, a excepción de una filmación no verificada y fotografías. Una búsqueda del monstruo fue hecha en un episodio de Destination Truth en el canal SyFy (anteriormente Sci-Fi Channel) serie 04 (episodio 13).
Muchos creyentes del mito del Ayia Napa les gusta relacionar al monstruo con el mítico monstruo marino griego Escila, el cual aparece en los mosaicos en la Casa de Dionysus, una villa Romana del siglo II d. C. en Pafos, Chipre. Muchas autoridades antiguas lo describen con la parte superior de una mujer gigante, con serpientes en la parte inferior de su cuerpo y seis perros en su cintura, incluyendo su doce extremidades. De esta forma fue descrito por Cayo Julio Higino, en el Bibliotheca y el Suda, entre tantos otros, y de esta forma es representado en las pinturas de los jarrones. Según una descripción de Higino, un autor latino, de hecho poseía “más cabezas de las que los pintores podrían pintar”, y quienquiera que lo encontrase era asesinado casi instantáneamente.
Oficiales del gobierno han empezado una búsqueda del monstruo.  La esperanza de localizar al Ayia Napa queda como una atracción turística. Muchos hoteles presumen se lugares de avistamientos. No hay ningún enlace entre el monstruo de mar y cualquier otro monstruo que se presume vive en el Dique Kouris, los cuales según reportes es más probable que sean cocodrilos que habían sido mantenidos como mascotas pero fueron liberados.